# ジョン・ネヴィル (初代ネヴィル・ドゥ・レビィ男爵)
初代ネヴィル男爵ジョン・ネヴィル（John Neville, 1st Baron Neville, 1410年頃 - 1461年3月29日）は、イングランドの貴族・軍人。父は初代ウェストモーランド伯ラルフ・ネヴィルの長男のネヴィル卿ジョン・ネヴィル（Sir John Neville, Lord Neville）、母はケント伯トマス・ホランドの娘エリザベス・ホランド（Elizabeth Holland）。第2代ウェストモーランド伯ラルフ・ネヴィルの弟。
1451年以降にエクセター公ジョン・ホランドの娘アン・ホランドと結婚した。アンはジョンの甥で兄ラルフの息子ジョンの未亡人だった。夫妻は息子を1人授かった。
- ラルフ・ネヴィル（1456年 - 1499年） - 3代ウェストモーランド伯

薔薇戦争において、元来はヨーク公リチャードのヨーク派に属していたが、1459年のウェイクフィールドの戦いの直前にランカスター派に寝返った。ヨーク公はネヴィルが増援を率いて来ると考えて戦っていたが、増援の代わりにネヴィルの攻撃を受け敗死した。ネヴィルの父方の叔父（但し父とは腹違い）にあたるソールズベリー伯リチャード・ネヴィルは戦闘の直後に処刑され、ネヴィルはソールズベリー伯の遺言によってミドルハム城とシェリフ・ハットン城（Sheriff Hutton Castle）の治安官になった。
1461年3月28日のフェリブリッジの戦いではランカスター派の指揮官の1人として戦ったが、翌日のタウトンの戦いで戦死した。彼の死は不名誉とされ私権剥奪となったが、息子のラルフは1472年に私権復活を受けて男爵位を継承している。
| イングランドの爵位 | イングランドの爵位           | イングランドの爵位    |
| ------------------ | ---------------------------- | --------------------- |
| 先代 新設          | ネヴィル男爵 1459年 - 1461年 | 次代 ラルフ・ネヴィル |